# Hans Sommer (compositor)
Hans Sommer   (Brunsvic, 20 de juliol de 1837 - Brunsvic, 26 d'abril de 1922) fou un matemàtic i compositor musical alemany.
Hans Sommer va néixer Hans Friedrich August Zincke a Braunschweig el 1837.
A partir de 1883 es dedicà per complet a la música amb els compositors Wilhelm Meves i Franz Liszt, però abans d'entrar a la música a temps complet Sommer, havia estudiat matemàtiques i física a Braunschweig i Göttingen, també va ser un destacat matemàtic. Va exercir com a director de la Universitat de Tecnologia de Braunschweig, on va ensenyar matemàtiques, de 1875 a 1881.
Va tenir més èxit com a compositor per al teatre. Algunes de les seves òperes van utilitzar llibrets basats en contes de fades i van ser produïdes per primera vegada al Brunswick: Der Nachtwächter (1865), Lorelei (1891), Rübezahl und der Sackpfeifer von Neisse (1904), Riquet mit dem Schopf (1907) i Der Waldschratt (1912)). Saint Foix, una òpera d'un sol acte, es va donar a Múnic el 1894 i Der Meermann a Weimar el 1896; Der Vetter aus Bremen (1865), Augustin (1898) i Münchhausen (1896/8) no es van realitzar. La seva música incidental a Hans von Wolzogen's (himne) Das Schloss der Herzen (1891) es va presentar per primera vegada el 1897 a Berlín, en forma de concert. Va posar una gran importància en la qualitat literària dels seus llibrets, i va correspondre amb nombrosos llibretistes i compositors. Entre les seves nombroses cançons, conegudes alhora a Anglaterra, destaquen els cicles Der Rattenfänger von Hameln, Der wilde Jäger i Sapphos Gesänge; també va escriure obres orquestrals i cors de veu masculina .
Sommer va ser actiu per iniciar la institució dels drets d'actuació del compositor i va ser fonamental per reclutar Richard Strauss per aquesta causa.

## Obres seleccionades

### Lieder
- Fünf Lieder op. 1 (1872/1873), Litolff Braunschweig 1876
- Hunold Singuf (33 Rattenfängerlieder, J. Wolff) op. 4 (1882), Litolff Braunschweig 1884
- Sapphos Gesänge (C. Sylva) op. 6 (1883/1884), Litolff Braunschweig 1884 [auch orchestriert 1884/1885, Edició Universal 2010]
- SeShort biography of Hans Sommerchs Balladen und Romanzen op. 8 (1885), Litolff Braunschweig 1886
- Zehn Lieder (J. Eichendorff) op. 9 (komp. Etwa 1885), Litolff Braunschweig 1886
- Sieben Balladen und Romanzen op. 11 (1886), Litolff Braunschweig 1886
- Sieben Lieder (G. Keller) op. 16 (1891), Leede Leipzig 1892
- Eliland (K. Stieler) op. 33 (1891/1892), Litolff Braunschweig 1900
- Fünf Brettl-Lieder op. 34 (1895/1901), Leede Leipzig 1901
- 21 Lieder (JW Goethe), o. op. (1919–1922), a Teilen veröffentlicht, Litolff Braunschweig 1932/1937 [20 Lieder orchestriert, a Teilen veröffentlicht 2003/2010 (Edició Universal)]

### Òperes
- Der Nachtwächter (ET Neckniz / Pseudonym des Komponisten, nach Theodor Körner), Operette 1 Acte, o. op., UA Braunschweig 1865, nicht gedruckt
- Der Vetter aus Bremen (ET Neckniz / Pseudonym des Komponisten, nach Theodor Körner), Operette 1 Acte, o. op., nicht gedruckt
- Lorelei (Gustav Gurski) Bühnenspiel 3 Akte, op. 13, UA Braunschweig 1891, Leede Leipzig 1889
- Saint Foix (Hans von Wolzogen) heiteres Bühnenspiel 1 Acte, op. 20, UA München 1894, Leede Leipzig 1893
- Der Meermann (ders.) Nordische Legende 1 Akt, op. 28, UA Weimar 1896, Leede Leipzig 1895
- Münchhausen (ders. Mit Ferdinand Graf Sporck i Hans Sommer), Ein Schelmenstück 3 Actes, op. 31, Leede Leipzig 1897
- Augustin (Hans von Wolzogen), Fasnachtspiel 1 Acte, op. 32, Leede Leipzig 1899
- Rübezahl und der Sackpfeifer von Neisse (Eberhard König), Dichtung und Musik 4 Actes, op. 36, UA Braunschweig 1904, Leede Leipzig 1904
- Riquet mit dem Schopf (ders.), Märchenspiel 3 Actes, op. 38, UA Braunschweig 1907, Leede Leipzig 1907
- Der Waldschratt (ders.), Spiel 3 Actes, op. 42, UA Braunschweig 1912, Leede Leipzig 1910.

### Música de cambra
- Klaviertrio d-Moll o. op. (comp. 1858)
- Klavierquartett g-Moll o. op. (comp. 1870/2. Fass. 1884)
- Klaviertrio Es-Dur o. op. (comp. 1884)